# 100 mètres féminin aux Jeux olympiques d'été de 1928 (athlétisme)
Navigation
Los Angeles 1932
L'épreuve du 100 mètres féminin aux Jeux olympiques de 1928 s'est déroulée les 30 et 31 juillet 1928 au Stade olympique d'Amsterdam, aux Pays-Bas. Il s'agit de la première compétition féminine d'athlétisme disputée lors des Jeux olympiques de l'ère moderne. Elle est remportée par l'Américaine Betty Robinson.

## Faits marquants
31 concurrentes représentant 13 nations participent à l'épreuve, qui se déroule pour la première fois chez les femmes.
Les meilleurs temps de l'année avant les Jeux étaient détenus par Myrtle Cook, championne du Canada en 12 s 0, record du monde, et par l'Américaine Betty Robinson, âgée seulement de 16 ans et qui avait réalisé le même temps à Chicago pour sa première course sur la distance, sans que ce record soit homologué.
Les plus rapides en séries étaient les deux autres Canadiennes, Ethel Smith et Bobbie Rosenfeld, cette dernière réalisant aussi le meilleur temps des demi-finales en 12 s 4, de même que Robinson.
La finale voyait deux éliminations pour faux départ, dont Myrtle Cook. C'est l'Allemande Erna Steinberg qui prend le meilleur départ, bientôt rejointe par Smith et Rosenfeld, mais à mi-course, Betty Robinson remonte les Canadiennes et termine avec 30 cm d'avance sur Bobbie Rosenfeld.

## Résultats

### Finale
| Rang               | Athlète          | Pays       | Temps  | Note |
| ------------------ | ---------------- | ---------- | ------ | ---- |
| Médaille d'or      | Betty Robinson   | États-Unis | 12 s 2 | =WR  |
| Médaille d'argent  | Bobbie Rosenfeld | Canada     | 12 s 3 |      |
| Médaille de bronze | Ethel Smith      | Canada     | 12 s 3 |      |
| 4                  | Erna Steinberg   | Allemagne  | 12 s 4 |      |
|                    | Myrtle Cook      | Canada     |        | DQ   |
|                    | Leni Schmidt     | Allemagne  |        | DQ   |

### Demi-finales
Les deux premières de chaque série se qualifient pour la finale. 
| Rang | Athlète           | Pays                   | Temps  | Note  |
| ---- | ----------------- | ---------------------- | ------ | ----- |
| 1    | Bobbie Rosenfeld  | Canada                 | 12 s 4 | Q, OR |
| 2    | Ethel Smith       | Canada                 |        | Q     |
| 3    | Georgette Gagneux | France                 |        |       |
| 4    | Anni Holdmann     | Allemagne              |        |       |
| 5    | Mary Washburn     | États-Unis             |        |       |
| 6    | Marjorie Clark    | Union d'Afrique du Sud |        |       |

| Rang | Athlète        | Pays       | Temps  | Note   |
| ---- | -------------- | ---------- | ------ | ------ |
| 1    | Betty Robinson | États-Unis | 12 s 4 | Q, =OR |
| 2    | Myrtle Cook    | Canada     |        | Q      |
| 3    | Edie Robinson  | Australie  |        |        |
| 4    | Kinue Hitomi   | Japon      |        |        |
| 5    | Helene Junker  | Allemagne  |        |        |
| 6    | Maud Sundberg  | Suède      |        |        |

| Rang | Athlète             | Pays             | Temps  | Note |
| ---- | ------------------- | ---------------- | ------ | ---- |
| 1    | Helene Schmidt      | Allemagne        | 12 s 8 | Q    |
| 2    | Erna Steinberg      | Allemagne        | 12 s 9 | Q    |
| 3    | Florence Bell       | Canada           |        |      |
| 4    | Elta Cartwright     | États-Unis       |        |      |
| 5    | Norma Wilson        | Nouvelle-Zélande |        |      |
| 6    | Marguerite Radideau | France           |        |      |

### Séries
Les deux premières de chaque série se qualifient pour les demi-finales. 
| Rang | Athlète       | Pays      | Temps  | Note  |
| ---- | ------------- | --------- | ------ | ----- |
| 1    | Anni Holdmann | Allemagne | 13 s 0 | Q, OR |
| 2    | Edie Robinson | Australie |        | Q     |
| 3    | Derna Polazzo | Italie    |        |       |

| Rang | Athlète        | Pays       | Temps                 | Note  |
| ---- | -------------- | ---------- | --------------------- | ----- |
| 1    | Erna Steinberg | Allemagne  | 12 s 8                | Q, OR |
| 2    | Mary Washburn  | États-Unis | 12 s 8 (temps estimé) | Q     |
| 3    | Nettie Grooss  | Pays-Bas   | 12 s 9 (temps estimé) |       |
| 4    | Ruth Svedberg  | Suède      |                       |       |

| Rang | Athlète            | Pays       | Temps  | Note   |
| ---- | ------------------ | ---------- | ------ | ------ |
| 1    | Kinue Hitomi       | Japon      | 12 s 8 | Q, =OR |
| 2    | Florence Bell      | Canada     | 13 s 0 | Q      |
| 3    | Anne Vrana-O'Brien | États-Unis | 13 s 1 |        |
| 4    | Matilde Moraschi   | Italie     | 13 s 6 |        |

| Rang | Athlète         | Pays       | Temps  | Note   |
| ---- | --------------- | ---------- | ------ | ------ |
| 1    | Helene Junker   | Allemagne  | 12 s 8 | Q, =OR |
| 2    | Elta Cartwright | États-Unis |        | Q      |
| 3    | Yolande Plancke | France     |        |        |

| Rang | Athlète           | Pays   | Temps  | Note |
| ---- | ----------------- | ------ | ------ | ---- |
| 1    | Georgette Gagneux | France | 13 s 0 | Q    |
| 2    | Maud Sundberg     | Suède  |        | Q    |
| 3    | Luisa Bonfanti    | Italie |        |      |

| Rang | Athlète        | Pays                   | Temps  | Note   |
| ---- | -------------- | ---------------------- | ------ | ------ |
| 1    | Helene Schmidt | Allemagne              | 12 s 8 | Q, =OR |
| 2    | Marjorie Clark | Union d'Afrique du Sud | 13 s 0 | Q      |
| 3    | Lucienne Velu  | France                 | 13 s 1 |        |
| 4    | Rie Briejär    | Pays-Bas               | 13 s 5 |        |

| Rang | Athlète          | Pays       | Temps  | Note  |
| ---- | ---------------- | ---------- | ------ | ----- |
| 1    | Bobbie Rosenfeld | Canada     | 12 s 6 | Q, OR |
| 2    | Betty Robinson   | États-Unis |        | Q     |
| 3    | Lies Aengenendt  | Pays-Bas   | 13 s 0 |       |

| Rang | Athlète        | Pays             | Temps  | Note |
| ---- | -------------- | ---------------- | ------ | ---- |
| 1    | Myrtle Cook    | Canada           | 12 s 8 | Q    |
| 2    | Norma Wilson   | Nouvelle-Zélande | 13 s 0 | Q    |
| 3    | Bets ter Horst | Pays-Bas         | 13 s 0 |      |

| Rang | Athlète             | Pays     | Temps  | Note   |
| ---- | ------------------- | -------- | ------ | ------ |
| 1    | Ethel Smith         | Canada   | 12 s 6 | Q, =OR |
| 2    | Marguerite Radideau | France   |        | Q      |
| 3    | Zinaida Liepitscha  | Lettonie |        |        |
| 4    | Sidonie Verschueren | Belgique |        |        |

## Légende
Records et Performances
- AR : Record continental (area record)
- CR : Record des championnats (championship record)
- MR : Record du meeting (meet record)
- NR : Record national (national record)
- OR : Record olympique (olympic record)
- PR : Record paralympique (paralympic record)
- PB : Record personnel (personal best)
- SB : Meilleure performance personnelle de la saison (season's best)
- WL : Meilleure performance mondiale de l'année (world leader)
- WJR : Record du monde junior (world junior record)
- WR : Record du monde (world record)

Circonstances et Conditions
- DNF : N'a pas terminé (did not finish)
- DNS : N'a pas pris le départ (did not start)
- DQ : Disqualification (disqualification)
- NM : Aucun essai valable enregistré (No Mark)
- Q : Qualifié « directement » au prochain tour (ou à la prochaine compétition), lors d'une compétition majeure, grâce au classement ou à la réalisation des minima (automatic qualifier)
- q : Qualifié au prochain tour (ou à la prochaine compétition), lors d'une compétition majeure, grâce au repêchage ou à la réalisation de l'une des meilleures performances parmi celles des « non qualifiés directement » (grâce au meilleur temps ou à la meilleure distance par exemple) (secondary qualifier)